# Flughafen Asmara

i7
i11
i13
Der Flughafen Asmara (IATA-Code: ASM, ICAO-Code: HHAS) ist der größte Flughafen Eritreas (bis 1993 Äthiopien) und neben dem Flughafen Assab der einzige internationale Flughafen des Landes mit planmäßigen Flügen. Der Flughafen Asmara wird auch für militärische Zwecke genutzt.

## Geschichte
Der Flughafen wurde 1922 von den italienischen Kolonialbehörden als erster in Italienisch-Eritrea unter dem Namen „Aeroporto di Gura“ errichtet.
In den 1930er Jahren wurde der Flughafen dann für zivilen Luftverkehr geöffnet.
Am 7. Juli 1935 wurde ein Abkommen mit der britischen „Imperial Airways“ unterzeichnet, um Asmara mit Khartum zu verbinden. Darauf wurde mit einer Caproni 133 der italienischen Ala Littoria ein regelmäßiger Flugbetrieb auf der 770 km langen Strecke Kassala-Khartum-Asmara-Massawa aufgenommen.
Während des Zweiten Weltkriegs wurde der Flughafen von den britischen Streitkräften nahe zu vollständig zerstört. 
In den 1950er Jahren wurde der Flughafen renoviert und wiedereröffnet, um Flüge nach Addis Abeba und anderen Städten in Äthiopien anzubieten. 
Mit der Unabhängigkeit Eritreas in den 1990er Jahren wurde der Flughafen zum internationalen Tor der neuen Nation.
Während des eritreisch-äthiopischen Krieges wurde der Flughafen 1998 und 2000 zwei Mal von Äthiopien bombardiert.
Im Zuge der politischen Aussöhnung zwischen Eritrea und Äthiopien fliegt Ethiopian Airlines seit Juli 2018 wieder den Flughafen Asmara an.

## Zwischenfälle
Am Flughafen Asmara, der bis 1993 zu Äthiopien gehörte, kam es von 1946 bis zum Februar 2023 zu 10 Totalverlusten von Flugzeugen. Bei zwei davon wurden insgesamt 64 Menschen getötet.
- Am 26. Januar 1949 fiel an einer Curtiss C-46F-1-CU Commando der US-amerikanischen Pan Am (Luftfahrzeugkennzeichen NC1241N), gemietet von der United States Air Force (USAF), kurz nach dem Abheben vom Flughafen Asmara (Äthiopien) das rechte Triebwerk teilweise aus. Beim Versuch zurückzukehren kam es zum Strömungsabriss. Die Maschine stürzte in einen Graben und wurde irreparabel beschädigt. Alle vier Besatzungsmitglieder, die einzigen Insassen auf dem Frachtflug, überlebten den Unfall.[7]

- Am 12. März 1970 überrollte eine Douglas DC-6B der Ethiopian Airlines (ET-AAY) bei der Landung auf dem Flughafen Asmara das Landebahnende und ging in Flammen auf. Es wurde  gemeldet, dass die Schubumkehr nicht funktionierte. Alle drei Besatzungsmitglieder und ein Passagier, die einzigen Insassen auf dem Frachtflug, überlebten den Unfall.[8]

- Am 13. Oktober 1976 sollte eine Douglas DC-6B der Ethiopian Airlines (ET-AAZ) mit einem stillgelegten Triebwerk Nr. 1 (links außen) zu einem Überführungsflug vom Flughafen Asmara gestartet werden. Beim Startlauf drehte die Maschine nach links und rammte eine 1 Meter hohen Startbahnmarkierung aus Beton. Das rechte Hauptfahrwerk riss ab, dennoch wurde das Flugzeug abgehoben. Bei der Rückkehr zum Flughafen waren nur noch die zwei verbliebenen Fahrwerke ausgefahren. Die Maschine wich von der befestigten Landebahn ab, kippte auf die rechte Tragfläche und wurde irreparabel beschädigt. Alle 8 Insassen, zwei Besatzungsmitglieder und 6 Passagiere, überlebten den Unfall.[9]

- Am 19. Februar 1979 stürzte eine Douglas DC-3/C-47B-35-DK der Ethiopian Airlines (ET-AFW) nach einer Bombenexplosion südwestlich des Flughafens Asmara ab. Alle 5 Insassen wurden getötet.[10]

- Am 1. August 2001 überrollte eine Boeing 727-200 der Yemenia (7O-ACW) bei der Landung das Ende der nassen, 3000 m langen Landebahn und kollidierte mit einem großen Betonklotz. Dabei wurde die Maschine zum wirtschaftlichen Totalschaden. Alle 111 Insassen überlebten.[11]